# Hiroaki Kuwahara
Hiroaki Kuwahara (jap. 桑原 洋明, Kuwahara Hiroaki; * 12. September 1943 in Tokio, Japan) ist ein japanischer Komponist und Dirigent.
Sein Studium absolvierte er am Kunitachi Music College in Tokio, Japan u. a. bei den Dozenten Michio Kikukawa, Saburō Takata sowie Yuzuru Shimaoka. Er ist nun Dozent an der Chiyoda School of Technology and Fine Arts in Tokio tätig.
Er schuf symphonische Werke und Kammermusik. Außerhalb Japans sind aber besonders die Werke für Blasorchester bekannt.

## Werke

### Werke für Blasorchester
- 1968 Rhapsody and Fugue
- 1969 Three Fragments for Band
- 1974 Jisho Imayo-raku
- 1975 Lament
- 1975 1975 Elegy
- 1976 Rondo Tristamente
- 1977 Dorian Rhapsody for Band
- 1977 Wiegenlied
- 1980 Legend
- 1982 Monologue
- 1985 Symphonic Rhapsody
- Cradle Song

### Kammermusik
- An Ancient Japanese Melody für Euphonium und Klavier
- Counterattack Of Godzilla für Euphonium und Klavier
- Suite The Four Seasons of Japan für Flöte und Klavier
  1. The evening of spring
  2. A butterfly and the day lily
  3. Moon on the lake
  4. Snow festival.

| Personendaten    | Personendaten         |
| ---------------- | --------------------- |
| NAME             | Kuwahara, Hiroaki     |
| ALTERNATIVNAMEN  | 桑原洋明 (japanisch)  |
| KURZBESCHREIBUNG | japanischer Komponist |
| GEBURTSDATUM     | 12. September 1943    |
| GEBURTSORT       | Tokio, Japan          |